# Бријокур (Горња Саона)
Бријокур (фр. Briaucourt) насеље је и општина у источној Француској у региону Франш-Конте, у департману Горња Саона која припада префектури Лир.
По подацима из 2011. године у општини је живело 244 становника, а густина насељености је износила 24,82 становника/km². Општина се простире на површини од 9,83 km². Налази се на средњој надморској висини од 247 метара (максималној 294 m, а минималној 227 m).

## Демографија
| 1962. | 1968. | 1975. | 1982. | 1990. | 1999. | 2011. |
| ----- | ----- | ----- | ----- | ----- | ----- | ----- |
| 225   | 236   | 233   | 248   | 256   | 253   | 244   |

График промене броја становника у току последњих година